# Pavel Plch
Pavel „Bongo“ Plch (* 22. května 1971 Brno) je český hudebník, herec, zvukař a divadelní osvětlovač.

## Osobní život
Vystudoval operní zpěv na konzervatoři a v roce 2000 muzikálové herectví na Divadelní fakultě Janáčkovy akademie múzických umění v Brně. Hrál postupně ve skupinách FT Prim, Tomáš Kočko & Orchestr, Natalika, spolupracoval také s písničkářem Ivo Cicvárkem. Od roku 2000 do roku 2010 byl členem skupiny Kamelot, od roku 2010 opět působí ve skupině Tomáš Kočko & Orchestr, kde hraje na perkuse. Hraje též ve skupině Javory Beat Hany a Petra Ulrychových.